# Antrokoreana gracilipes
Antrokoreana gracilipes är en mångfotingart som beskrevs av Karl Wilhelm Verhoeff 1938. Antrokoreana gracilipes ingår i släktet Antrokoreana och familjen tråddubbelfotingar. Inga underarter finns listade i Catalogue of Life.